# Nacionalna alijansa za lokalni ekonomski razvoj
Nacionalna alijansa za lokalni ekonomski razvoj (NALED) je najveća privatno-javna asocijacija u Srbiji koja u svom članstvu okuplja preko 300 kompanija, lokalnih samouprava i nevladinih organizacija koje rade zajedno na stvaranju boljih uslova za život i rad u Srbiji. Od osnivanja 2006. godine do danas, NALED je postao jedan od vodećih autoriteta na polju monitoringa regulatorne aktivnosti i merenja performansi javne uprave. U saradnji sa državnim institucijama i uz podršku međunarodnih organizacija realizovao je preko 40 projekata ekonomskog razvoja: Certifikacija opština sa povoljnim poslovnim okruženjem, Regulatorni indeks Srbije (RIS), Siva knjiga, kampanja Pitajte KADA, Barometar propisa, Kalkulator troškova poslovanja i mnogi drugi. Među ključnim partnerima NALED-a ističu se Delegacija EU, Fondacija za otvoreno društvo, GIZ i USAID.
Misija NALED-a je unapređenje privrednog ambijenta Srbije kroz institucionalne reforme uz aktivno učešće i saradnju privrede, opština i građana. Osnovni ciljevi NALED-a su:
- Unapređenje regulatornog okvira za poslovanje
- Jačanje kapaciteta opština za ekonomski razvoj
- Promocija dijaloga privatnog i javnog sektora

## Spoljašnje veze
- NALED